# Psychotria multiplex
Psychotria multiplex är en måreväxtart som beskrevs av Johannes Müller Argoviensis. Psychotria multiplex ingår i släktet Psychotria och familjen måreväxter. Inga underarter finns listade i Catalogue of Life.